# Piesting
Piesting är ett vattendrag i Österrike.   Det ligger i förbundslandet Niederösterreich, i den östra delen av landet, 22 km söder om huvudstaden Wien.
Trakten runt Piesting består till största delen av jordbruksmark. Runt Piesting är det ganska tätbefolkat, med 80 invånare per kvadratkilometer.